# Москалёвка (Наровлянский район)
Москалёвка (бел. Маскалёўка) — деревня в Кировском сельсовете Наровлянского района Гомельской области Беларуси.
Кругом лес.

## География

### Расположение
В 57 км на юго-запад от Наровли, 33 км от железнодорожной станции Ельск (на линии Калинковичи — Овруч), 235 км от Гомеля.

## Транспортная сеть
Автодорога соединяет деревню с деревней Буда. Планировка состоит из прямолинейной меридиональной улицы, на юге к которой присоединяется короткая прямолинейная улица. Застройка двусторонняя, неплотная, деревянная, усадебного типа.

## История
По письменным источникам известна с XVIII века как деревня в Мозырском повете Минского воеводства Великого княжества Литовского. После 2-го раздела Речи Посполитой (1793 год) в составе Российской империи. Около деревни 5 мая 1863 года повстанцы под руководством Вишневского вели жестокий бой и были разбиты. В 1908 году в Наровлянской волости Речицкого уезда Минской губернии.
В 1929 году жители вступили в колхоз. Во время Великой Отечественной войны на фронтах погибли 16 жителей, память о них увековечивает обелиск, установленный около клуба в 1970 году. Согласно переписи 1959 года в составе совхоза «Дзержинский» (центр — деревня Дзержинск). Располагались фельдшерско-акушерский пункт, клуб, отделение связи.
До 31 октября 2006 года в составе Красновском сельсовете, с 31 октября 2006 года в Кировском сельсовете.

## Население

### Численность
- 2004 год — 22 хозяйства, 35 жителей.

### Динамика
- 1897 год — 20 дворов, 117 жителей (согласно переписи).
- 1908 год — 28 дворов, 219 жителей.
- 1959 год — 325 жителей (согласно переписи).
- 2004 год — 22 хозяйства, 35 жителей.

## Достопримечательность
- Воинский памятник